# Biodiversidad de Brasil

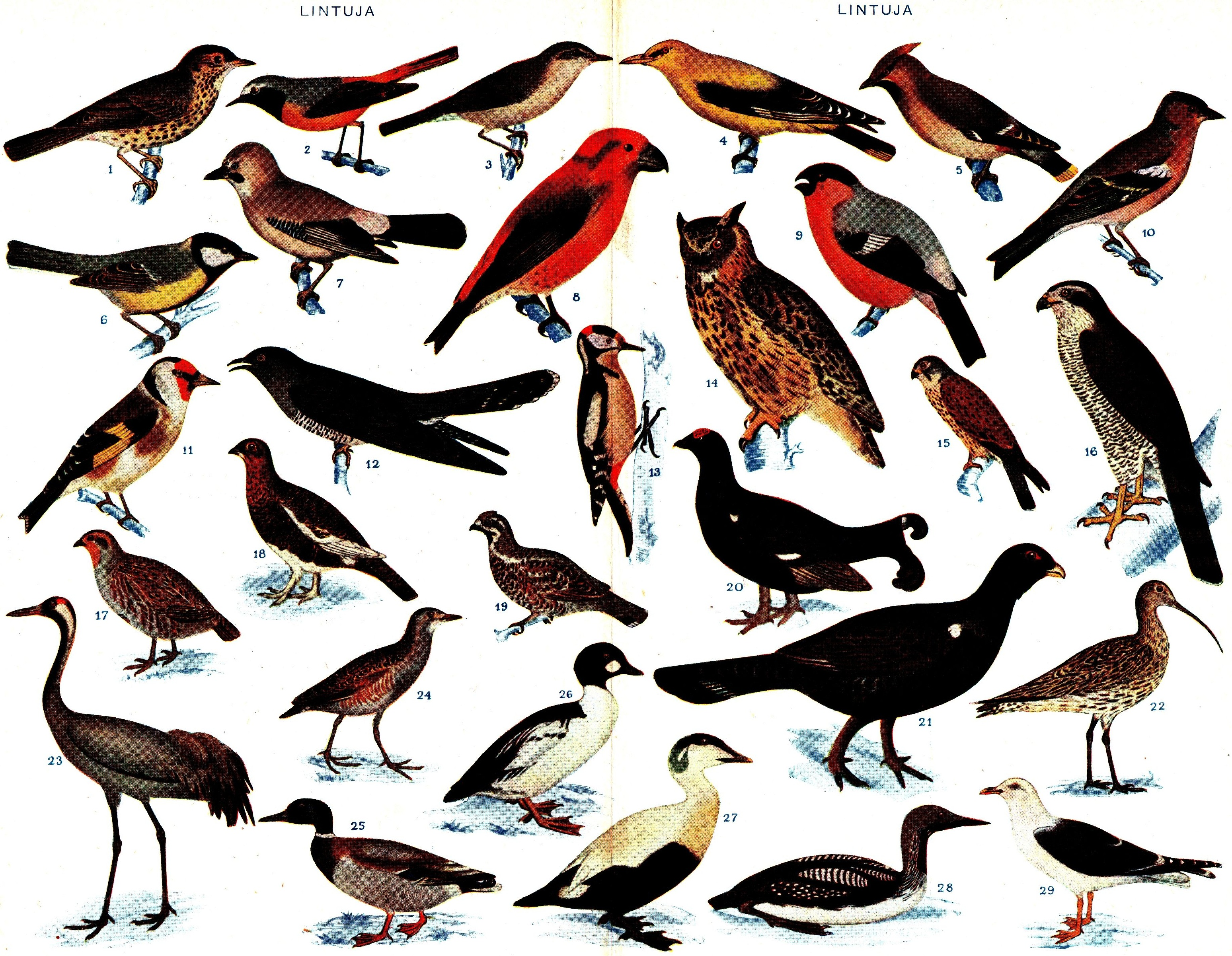
Dibujos de varias especies de aves.

Brasil es el país que tiene la mayor biodiversidad en Flora y fauna del planeta, Esa gran variedad de animales, plantas, microorganismos y ecosistemas, muchos únicos en todo el mundo, se debe, entre otros factores, a la extensión territorial y a los diversos climas del país. Brasil cuenta con el mayor número de especies conocidas de mamíferos y de peces de agua dulce, el segundo de anfibios, el tercero de aves y el cuarto de reptiles. Con más de 50 mil especies de árboles y arbustos, tiene el primer lugar en biodiversidad vegetal. Ningún otro país tiene registrado tantas variedades de orquídeas y palmeras catalogadas. Los números impresionan, pero, según estimativas aceptadas por el Ministerio del Medio Ambiente el MMA, ellos pueden representar solo el 10% de la vida en el país. Como varias regiones todavía son muy poco estudiadas por los científicos, los números de la biodiversidad brasileña crecen a medida en aumenta el conocimiento. Durante una expedición de solo 20 días por el Pantanal, coordenada por la ONG Conservation International (CI) y divulgada en 2001, fueron identificadas 36 nuevas especies de peces, dos de anfibios, dos de crustáceos y cerca de 400 plantas cuya presencia en aquel bioma era desconocida por la ciencia. El levantamiento nacional de peces de agua dulce coordenado por la Universidad de São Paulo (USP), publicado en 2004, indica la existencia de 2.122 especies, 10% a 15% de ellas desconocidas hasta hora.

## ¿Que animal es emblemático en Brasil?
El animal emblemático de Brasil es el Armadillo de tres bandas elegido para representar a Brasil en el mundial de Brasil en el año de 2014.

## Potencial económico
La biodiversidad puede destruir de forma significativa para la agricultura, la pecuaria, a extracción forestal y la pesca. Sin embargo, casi todas las especies exploradas económicamente, sea vegetal, como la soja y el café, sea animal, como el pollo, son originarias de otros países, y su exploración es hecha de forma frecuentemente dañosa al medio ambiente. Ya el aprovechamiento económico de especies nativas todavía se arrastra. Para el FBI brasilero, el sector forestal representa poco más de 1% y la pesca, 28,4%. La pequeña participación de las especies nativas en la economía tiene, entre sus causas, la falta de políticas e inversiones tanto para la búsqueda básica como para el desarrollo de productos. De no ser así, no hay manera de calcular cuanto el Brasil podría recibir por patentes y tecnologías desarrolladas con el estudio de su biodiversidad – algo que, según algunos especialistas, estaría en los trillones de dólares. Un único medicamento para el control de la hipertensión, desarrollado con el veneno de la yarará, especie brasileña, rendiría cerca de 1,8 billones de dólares por año al gobierno extranjero que lo patentó, un valor comparable a las exportaciones nacionales de carne bovina y suina sumadas.[cita requerida]